# Ventilació (arquitectura)
La ventilació és la introducció intencionada d'aire exterior en un espai. La ventilació s'utilitza principalment per controlar la qualitat de l'aire interior diluint i desplaçant els contaminants interiors; també es pot utilitzar per controlar la temperatura interior, la humitat i el moviment de l'aire per beneficiar el confort higrotèrmic, la satisfacció amb altres aspectes de l'entorn interior o altres objectius.
La introducció intencionada d'aire exterior se sol classificar com a ventilació mecànica, ventilació natural o ventilació en mode mixt (ventilació híbrida).
- La ventilació mecànica és el flux intencionat d'aire exterior impulsat per un ventilador cap a un edifici. Els sistemes de ventilació mecànica poden incloure ventiladors de subministrament (que empenyen aire exterior a un edifici), ventiladors d'escapament (que extreuen aire de l'edifici i, per tant, provoquen un flux de ventilació igual a l'edifici), o una combinació d'ambdós. La ventilació mecànica és sovint proporcionada per equips que també s'utilitzen per escalfar i refredar un espai.

- La ventilació natural és el flux passiu intencionat d'aire exterior cap a un edifici a través d'obertures previstes (com persianes, portes i finestres). La ventilació natural no requereix sistemes mecànics per moure l'aire exterior. En lloc d'això, es basa completament en fenòmens físics passius, com la pressió del vent o l'efecte de pila. Les obertures de ventilació natural poden ser fixes o ajustables. Les obertures ajustables es poden controlar automàticament (automatitzades), controlades pels ocupants (operables) o una combinació de totes dues.

- Els sistemes de ventilació de mode mixt utilitzen processos tant mecànics com naturals. Els components mecànics i naturals es poden utilitzar al mateix temps, en diferents moments del dia o en diferents estacions de l'any.[2] Atès que el flux de ventilació natural depèn de les condicions ambientals, no sempre proporciona una quantitat adequada de ventilació. En aquest cas, es poden utilitzar sistemes mecànics per complementar o regular el flux natural.